# Nolan Pillar
Nolan Pillar (englisch) ist ein 1940 m  hoher Felssporn im westantarktischen Marie-Byrd-Land. Er markiert etwa 5 km südöstlich des Smith Knob das östliche Ende der Thiel Mountains. 
Peter Bermel und Arthur B. Ford, die gemeinsam eine Expedition des United States Geological Survey von 1960 bis 1961 in die Thiel Mountains leiteten, benannten ihn nach dem Geologen Thomas Brennan Nolan (1901–1992), siebter Direktor des Survey von 1956 bis 1965.